# Sergey Nikiforenko
Syarhey Ivanavich Nikifarenka - em bielorrusso, Сяргей Іванавіч Нікіфарэнка (Soligorsk, 18 de fevereiro de 1978) é um ex-futebolista e treinador de futebol bielorrusso que atuava como atacante.

## Carreira
Mais conhecido por seu nome russificado dos tempos de URSS, Sergey Ivanovich Nikiforenko (Сергей Иванович Никифоренко, em russo), jogou a maior parte de sua carreira no Shakhtyor Salihorsk, clube de sua cidade natal, onde se profissionalizou em 1994, com apenas 16 anos de idade. Na primeira passagem pelos Mineiros, disputou apenas 2 partidas.
Jogou ainda por Dinamo-93 Minsk e AFViS-RShVSM Minsk antes de voltar ao Shakhtyor em 1998, desta vez para tornar-se um dos principais atacantes do Campeonato Bielorrusso, embora nunca obtivesse a artilharia da competição (ficou em terceiro lugar em 2002, com 12 gols). Até sua aposentadoria, em 2011, balançou as redes 89 vezes. Ele também jamais defendeu a seleção principal da Bielorrússia, tendo disputado 2 jogos pela equipe B, em 2001.
Em 2015, assumiu o comando técnico do Shakhtyor, e desde 2017 é o treinador das categorias de base do clube.

## Championship Manager
Nikiforenko é conhecido também pelo jogo de computador Championship Manager 01/02. No jogo, a versão virtual do jogador é um dos artilheiros mais prolíficos, quando joga como meia-atacante.